# 매트릭스 3: 레볼루션
《매트릭스 3: 레볼루션》(영어: The Matrix Revolutions)은 2003년 개봉한 미국의 SF 액션 영화로, 매트릭스 시리즈의 3탄이다. 2탄 《매트릭스 2: 리로디드》와 같은 해 개봉하였고, 제작진과 주연진은 전편들과 같다.

## 줄거리
묠니르가 네부카드네자르의 승무원들을 구한 직후, 네오와 베인은 여전히 우주선의 의무실에 의식을 잃은 채 누워있다. 네오의 의식은 매트릭스와 기계 세계 사이의 전이 구역인 모빌 애비뉴라는 이름의 지하철역에 갇혀 있다. 그는 사티라는 소녀를 포함한 프로그램 "가족"을 만난다. "아버지"는 네오에게 지하철이 메로빙거에게 충성하는 프로그램인 트레인맨에 의해 통제된다고 말한다. 네오가 가족과 함께 기차에 탑승하려 하자, 트레인맨은 거부하고 그를 제압한다.
세라프는 오라클을 대신하여 모피어스와 트리니티에게 연락하여 네오의 감금을 알린다. 세라프, 모피어스, 트리니티는 클럽 헬에 들어가 메로빙거와 대면하고 네오를 풀어주라고 강요한다. 기계 도시의 환영에 괴로워하던 네오는 오라클을 방문하고, 오라클은 스미스가 매트릭스와 현실 세계를 모두 파괴하려 한다고 밝힌다. 그녀는 그에게 "시작이 있는 모든 것에는 끝이 있다"고 말한다. 네오가 떠난 후, 수많은 스미스들이 사티와 세라프를 흡수한다. 오라클은 흡수에 저항하지 않고, 스미스는 그녀의 예지 능력을 얻는다.
현실 세계에서, 네부카드네자르와 묠니르의 승무원들은 나이오비의 함선인 로고스를 찾아 재활성화한다. 그들은 베인을 심문하지만, 베인은 이전 학살에 대한 기억이 없다고 말한다. 선장들이 시온의 방어를 계획하는 동안, 네오는 기계 도시로 가기 위한 함선을 요청한다. 오라클과의 만남에 동기를 부여받은 나이오비는 그에게 로고스를 제공한다. 네오는 트리니티와 함께 떠난다. 로고스에 몰래 탑승한 베인은 트리니티를 인질로 잡는다. 네오는 스미스가 베인을 흡수했음을 깨닫고 싸움이 벌어진다. 베인은 전원 케이블로 네오의 눈을 태워 눈을 멀게 한다. 네오는 현실 세계에서 기계 소스 코드를 여전히 "볼" 수 있음을 발견하고 이 능력을 사용하여 베인을 죽인다. 트리니티는 그들을 기계 도시로 조종한다.
나이오비와 모피어스는 묠니르를 타고 시온으로 달려가 인간의 방어를 돕는다. 시온의 조선소는 센티넬 무리에 의해 압도된다. 치명적인 부상을 입은 미푼 선장은 키드에게 묠니르를 위해 문을 열라고 지시하고, 그는 지의 도움을 받아 그렇게 한다. 묠니르가 도착하자 EMP를 방출하여 현재 있는 모든 센티넬을 무력화시키지만, 동시에 시온의 남아있는 방어 시스템도 무력화시킨다. 인간들은 퇴각할 수밖에 없었고, 마지막 저항이 될 것이라고 생각하며 다음 공격을 기다린다.
로고스는 기계 도시를 지키는 기계들에 의해 포위된다. 네오는 그들 중 몇몇을 작동 중지시키지만 탈진으로 의식을 잃는다. 공격자들을 피하기 위해 트리니티는 그들 위로 비행하여 잠시 열린 하늘을 엿본 후 건물에 추락한다. 파편에 치명적인 부상을 입은 트리니티는 죽기 전에 네오에게 대한 사랑을 고백한다. 네오는 기계 도시에 들어가 "데우스 엑스 마키나"의 형태로 기계들의 리더십을 만난다. 네오는 스미스가 기계와 인간 세계를 모두 위협한다고 경고한다. 그는 시온과의 평화를 대가로 스미스를 막겠다고 제안한다. 데우스 엑스 마키나는 동의하고, 센티넬은 작동을 멈추고 시온에 대한 공격을 중단한다.
기계들은 네오를 매트릭스에 연결시키고, 매트릭스의 인구는 이제 스미스에게 완전히 동화되었다. 오라클의 힘을 가진 스미스가 앞으로 나서서 네오에게 자신이 자신의 승리를 예견했다고 말한다. 길고 긴 싸움 끝에 스미스는 "시작이 있는 모든 것에는 끝이 있다"고 말하며, 오라클이 네오에게 말했던 것을 반복한다. 네오는 패배를 인정하는 듯하고 자신을 동화시키도록 허용한다. 매트릭스 밖에서 기계들은 네오의 몸에 에너지 파동을 보내고, 이는 매트릭스 안에서 네오-스미스 복제본을, 그리고 모든 다른 스미스 복제본들을 파괴하여 네오를 죽이는 동시에 오라클과 흡수되었던 다른 모든 사람들을 복원시킨다. 센티넬은 시온에서 철수하고, 모피어스와 나이오비는 서로를 포옹하며, 도시는 기뻐한다. 기계들은 네오의 시체를 가져간다.
매트릭스는 재부팅되고, 아키텍트는 공원에서 오라클을 만나 그녀가 "위험한 게임을 했다"고 꾸짖는다. 그들은 평화가 "가능한 한 오래" 지속될 것이며, 매트릭스를 떠나기를 원하는 사람들은 자유를 허용받을 것이라는 데 동의한다. 오라클은 사티에게 네오를 다시 볼 수 있을 것이라고 생각한다고 말한다. 세라프는 오라클에게 이런 일이 일어날 것을 알고 있었냐고 묻는다. 그녀는 몰랐지만, 믿었다고 대답한다.

## 출연
- 키아누 리브스 - 네오
- 로런스 피시번 - 모피어스
- 캐리앤 모스 - 트리니티
- 휴고 위빙 - 스미스
- 제이다 핑킷 스미스 - 나이오비
- 해럴드 페리노 - 링크
- 메리 앨리스 - 오라클
- 램버트 윌슨 - 메러빈지언

## SBS 성우진 (2006년 1월 27일)
- 구자형 - 네오(키아누 리브스)
- 양지운 - 모피어스(로런스 피시번)
- 정미숙 - 트리니티(캐리앤 모스)
- 이호인 - 스미스 요원(휴고 위빙) / 라마 칸드라(버나드 화이트)
- 성선녀 - 오라클(글로리아 포스터)
- 장승길 - 메로빙지언(램버트 윌슨) / 롤랜드(데이비드 로버츠) / 미후네(나다니엘 리즈)
- 탁원제 - 원로(앤서니 저브) / 설계자(헬무트 바카이티스)
- 강연숙 - 틸란트(프랭키 스티븐스)
- 황윤걸 - 로크(해리 J. 레닉스) / 트레인맨(브루스 스펜스)
- 이선호 - 캐스(지나 토러스)
- 조예신 - 지미(노나 게이)
- 윤복성 - 베인(이언 블리스)
- 송준석 - 링크(해럴드 페리노)
- 배정미 - 니오베(제이다 핑킷 스미스) / 카말라(탈리니 무달리어)
- 소연 - 페르세포네(모니카 벨루치) / 사티(탠비어 A. 앳웰)
- 임채헌 - 키트(클레이턴 왓슨) / 세라프(예성) / 고스트(앤서니 웡)

## 같이 보기
- 매트릭스 시리즈
- 사이버펑크
- 디스토피아
- Navras